# Dipturus crosnieri
Dipturus crosnieri is een vissensoort uit de familie van de Rajidae. De wetenschappelijke naam van de soort werd voor het eerst geldig gepubliceerd in 1989 door de Franse ichtyoloog Bernard Séret.